# 迪士尼魔法號

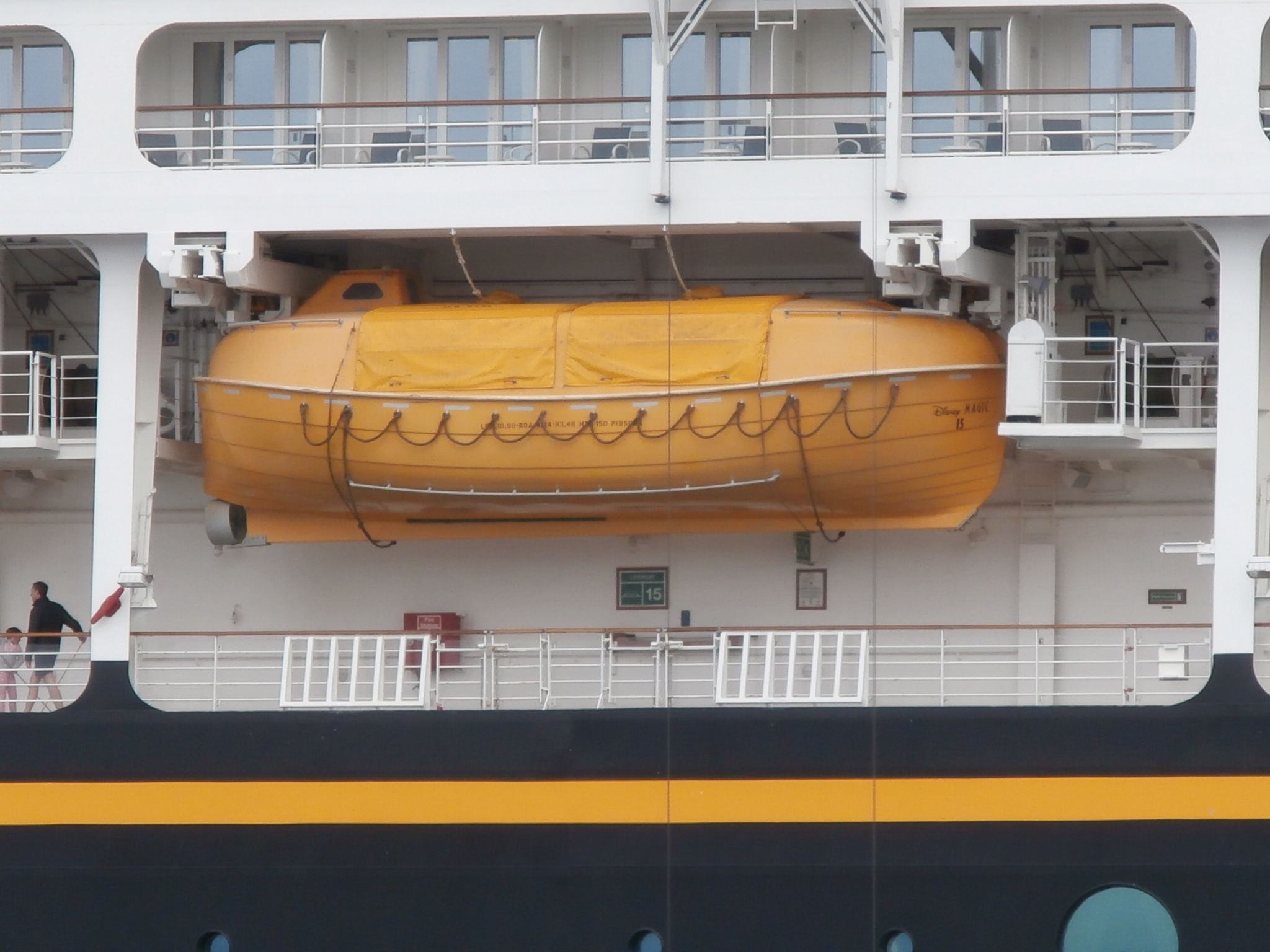
迪士尼魔法號上的黃色救生艇

迪士尼魔法號（英語：Disney Magic）是華特迪士尼公司旗下迪士尼郵輪的首艘遊輪，與其他迪士尼郵輪同為權宜船。該船共有11個公共甲板，設有875間客房（可容納2,700多名乘客），約有950名船員。迪士尼魔法號的內部設計為裝飾風藝術風格。
迪士尼魔法號配置20艘的亮黃色救生艇（獲國際海事組織特別授權不使用國際海事規則規定的標準安全橙），與船體本身的黑、紅、白塗裝構成米奇老鼠的配色。與其他迪士尼遊輪相同，船上的喇叭採用自迪士尼代表歌曲《When You Wish Upon a Star》片段。魔法號的教母（Godmother）為派翠西亞·安·戴利（Patricia Ann Dailey，華特·迪士尼侄子洛伊·愛德華·迪士尼的前妻）。

## 歷史

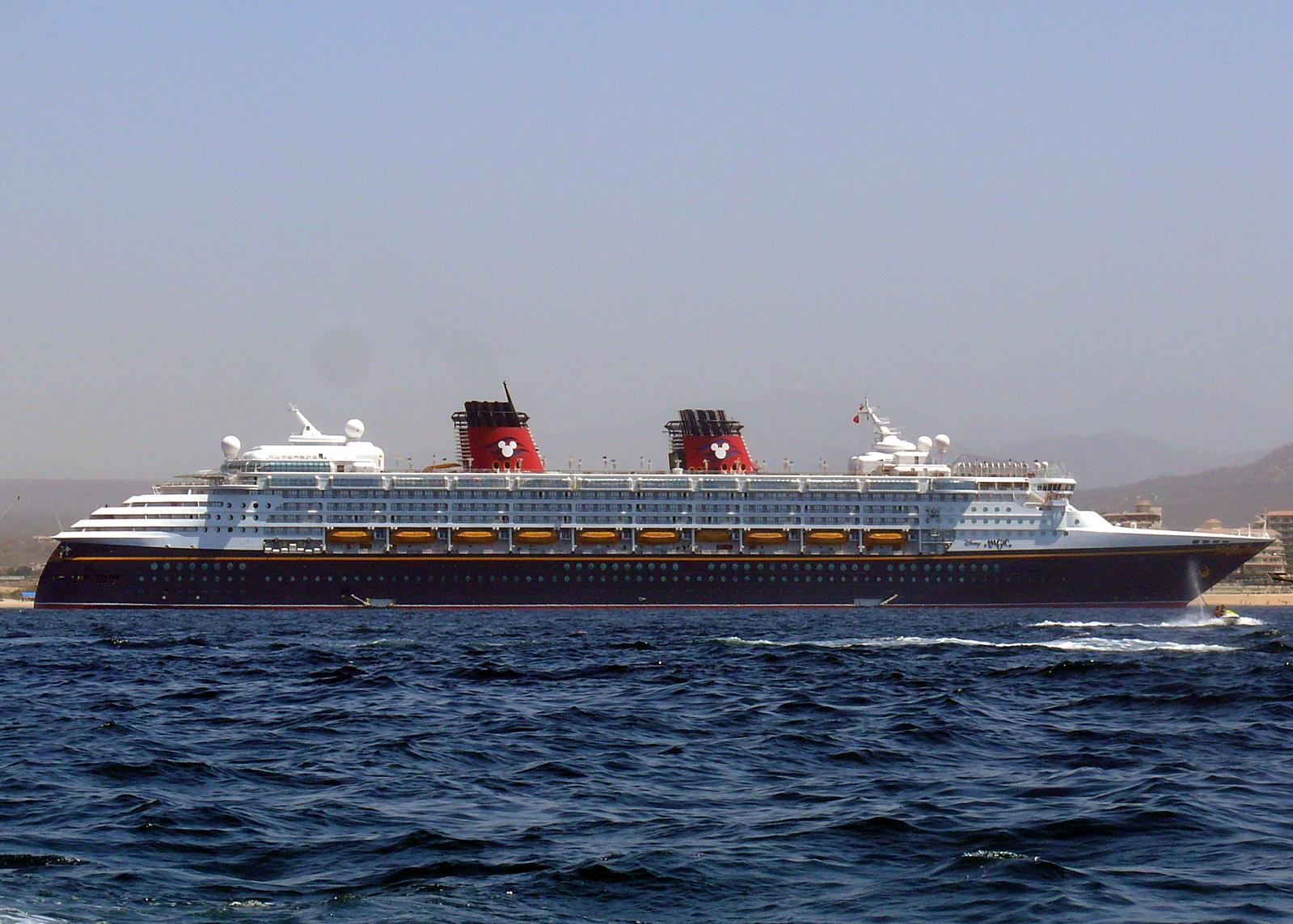
停靠墨西哥卡沃聖盧卡斯的迪士尼魔法號

### 規劃與建造
迪士尼公司於1994年2月就已制定了遊輪的設計方案，並於同年5月宣布將自1998年開始經營自有的遊輪航線。新成立的迪士尼郵輪於1995年向義大利的芬坎蒂尼集團訂購「迪士尼魔法號」和「迪士尼奇妙號」。該船分為兩部分建造，船頭和船尾分別於芬坎蒂尼的安科納造船廠和馬格拉船廠建造。
1997年1月，首張「魔法」船票於美國有線電視頻道Lifetime上抽出，而船票的正式發售則於1997年9月開始。首航時間原訂於1998年3月12日，但由於荷美郵輪的鹿特丹號建造延誤連帶影響迪士尼魔法號的工程進度，因此其首航時間被調整至1998年4月30日。1997年4月17日魔法號下水，然而船隻因建造過程中的問題以及迪士尼要求「完美」使首航時間再次被延後數月。之後魔法號的船頭被運至馬格拉與船尾組裝。在組裝、整理完成後，魔法號於1998年7月1日離開船廠，並於同月15日抵達其母港卡納維爾港。

### 航程
1998年7月30日，迪士尼魔法號自美國佛州卡納維爾港出發，正式展開處女航。預計巡航至巴哈馬拿索，中途於漂流島停靠三至四晚。2000年起，迪士尼魔法號每周皆會自卡納維爾港啟航，前往漂流島和其他加勒比島嶼進行巡航。
2005年6月，迪士尼魔法號因應迪士尼樂園50周年慶祝活動而被派往美國西岸停靠洛杉磯港，同時作為在加州擴大業務的測試。相異於以往航線的船票售罄速度較預期的快，首次搭乘迪士尼遊輪的乘客預訂量至少增加60％。
2007年5月，迪士尼魔法號開始於西班牙巴塞隆納進行首次地中海巡航，並於同年夏末時返抵母港卡納維爾港。隔年夏天，魔法號再次被派往洛杉磯。2010年，魔法號回到巴塞隆納進行新一輪的夏季地中海巡航，並增加繞行至北歐地區，最終於同年9月返回卡納維爾港。
2012年5月，迪士尼魔法號被轉移至紐約市，並開始以該城為起點沿途航經巴哈馬、新英格蘭和加拿大的8夜遊。同年9月，魔法號被派往德州的加爾維斯敦，於該年末提供4晚的加勒比海、6、7和8晚的西加勒比海以及8晚的巴哈馬巡航。2013年6月，魔法號重新回到巴塞隆納度過夏季。
2013年，迪士尼魔法號在西班牙加的斯的納萬提亞船廠進行大修和改裝。同年5月，迪士尼郵輪完成對魔法號的升級，包括翻新其客艙、休息室、餐廳和Spa，並且引入新設備和更改部分設施主題，包括根據漫威宇宙中復仇者聯盟角色所搭建的遊戲區「Marvel's Avengers Academy」（直譯漫威復仇者學院），以及由游泳池和滑水道組成的水上樂園「AquaDunk和AquaLab」。同時，卡洛卡旋轉餐廳（Carioca's restaurant）改為樂佩公主餐廳（Rapunzel's Royal Table）、米老鼠俱樂部（Mickey Mouse Club）被迪士尼少年俱樂部（Club Disney Junior）取代。
2016年，迪士尼魔法號開航迪士尼郵輪的首條北歐航線，自距離英國倫敦70英里的多佛港啟航。三個月的航程中，魔法號航行至不列顛群島、挪威和波羅的海。2017年10月6日，迪士尼郵輪在魔法號自紐約到巴哈馬的航程中舉行首次「Marvel Day at Sea」（直譯海上漫威日）活動。
由於2019冠狀病毒病疫情影響，迪士尼魔法號自2020年5月以來便間歇地停靠於多佛港，起初原訂停泊至2021年8月。而後迪士尼公告魔法號會於英國度過2021年夏季。

## 延伸閱讀
- Ward, Douglas. . Berlitz Publishing. 2006. ISBN 3-493-60252-9 （英语）.
- J. Cudahy, Brian. . Tidewater Publishing. 2001: 366. ISBN 978-0-87033-529-7 （英语）.

## 外部連結
- 官方网站